# Ian Morris (athlétisme)
Pour les articles homonymes, voir Ian Morris et Morris.
Ian « Frinty » Morris (né le 30 novembre 1961 à Siparia) est un athlète trinidadien, spécialiste du 400 mètres.

## Carrière
Septième du 400 mètres lors des Jeux olympiques de 1988, il remporte la médaille d'argent des Championnats du monde en salle de 1989, derrière l'Américain Antonio McKay, portant son record personnel en salle à 46 s 09. 
En 1991, Ian Morris obtient la médaille d'argent des Jeux panaméricains (45 s 24), puis atteint la sixième place des Championnats du monde de Tokyo en 45 s 12. Il termine au pied du podium des Jeux olympiques de 1992, à Barcelone, en 44 s 25, derrière les Américains Quincy Watts et Steve Lewis, échouant à un centième de seconde seulement du Kényan Samson Kitur, médaillé de bronze. Il établit auparavant en demi-finale la meilleure performance de sa carrière en 44 s 21.
L'année suivante, il remporte la médaille d'argent du relais 4 × 400 m lors des Championnats du monde en salle 1993, à Toronto, en compagnie de Dazel Jules, Alvin Daniel et Neil de Silva. L'équipe de Trinité-et-Tobago, qui établit le temps de 3 min 07 s 02, est devancée par les États-Unis.

### Palmarès
| Date | Compétition                                      | Lieu                       | Résultat | Épreuve   |
| ---- | ------------------------------------------------ | -------------------------- | -------- | --------- |
| 1986 | Jeux d'Amérique centrale et des Caraïbes         | Santiago de los Caballeros | 2e       | 400 m     |
| 1987 | Championnats du monde en salle                   | Indianapolis               | 4e       | 400 m     |
| 1987 | Championnats d'Amérique centrale et des Caraïbes | Caracas                    | 3e       | 400 m     |
| 1988 | Jeux olympiques                                  | Séoul                      | 7e       | 400 m     |
| 1989 | Championnats du monde en salle                   | Budapest                   | 2e       | 400 m     |
| 1991 | Jeux panaméricains                               | La Havane                  | 2e       | 400 m     |
| 1991 | Championnats du monde                            | Tokyo                      | 6e       | 400 m     |
| 1992 | Jeux olympiques                                  | Barcelone                  | 4e       | 400 m     |
| 1992 | Jeux olympiques                                  | Barcelone                  | 7e       | 4 × 400 m |
| 1993 | Championnats du monde en salle                   | Toronto                    | 2e       | 4 × 400 m |
| 1994 | Jeux du Commonwealth                             | Victoria                   | 3e       | 4 × 400 m |
| 1995 | Jeux panaméricains                               | Mar del Plata              | 3e       | 4 × 400 m |

### Records
| Épreuve       | Performance | Lieu      | Date        |
| ------------- | ----------- | --------- | ----------- |
| 400 m         | 44 s 21     | Barcelone | 3 août 1992 |
| 400 m (salle) | 46 s 09     | Budapest  | 5 mars 1989 |